# Purpurreiher

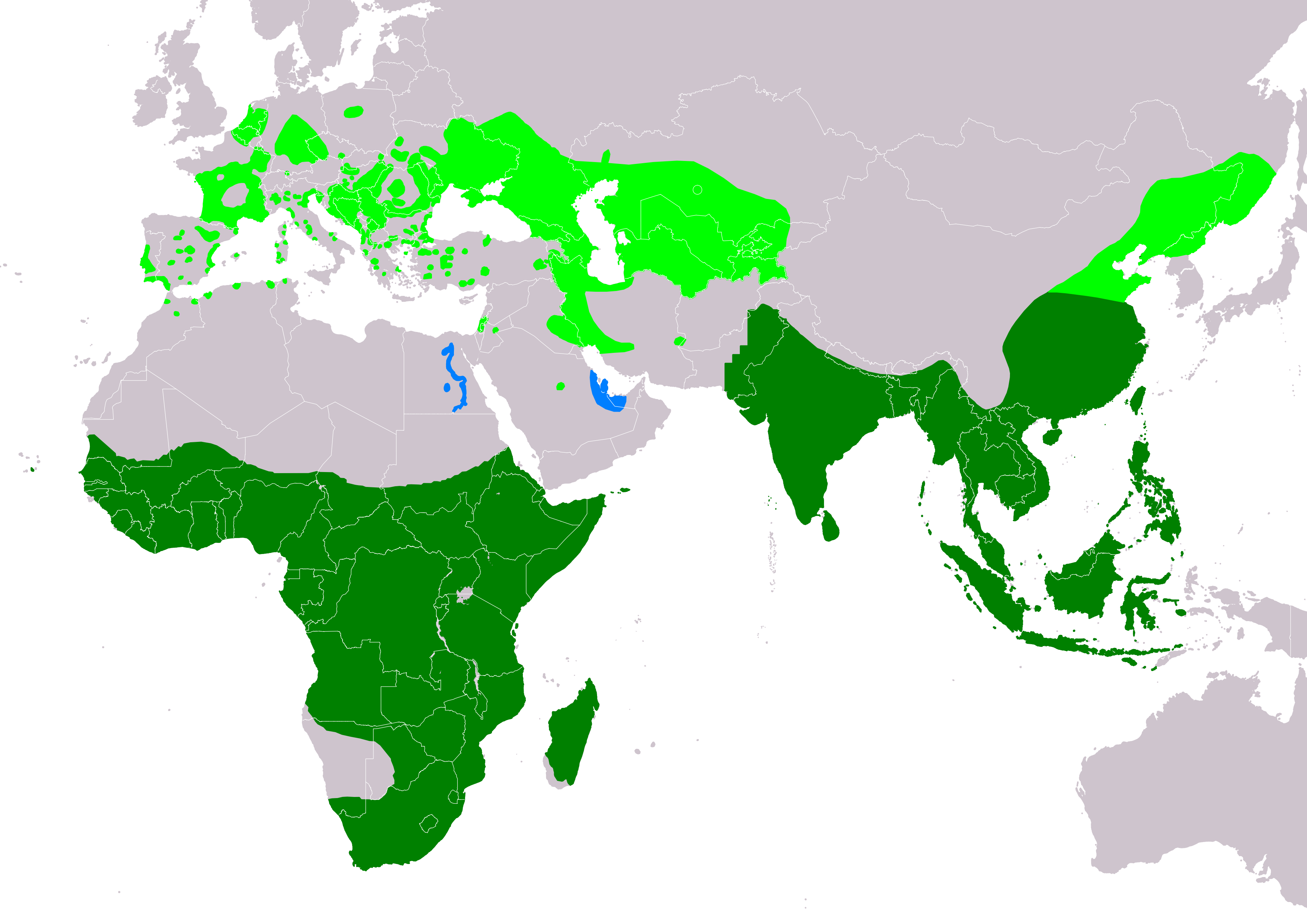
Verbreitung des Purpurreihers:
Brutgebiete
Ganzjähriges Vorkommen
Überwinterungsgebiete

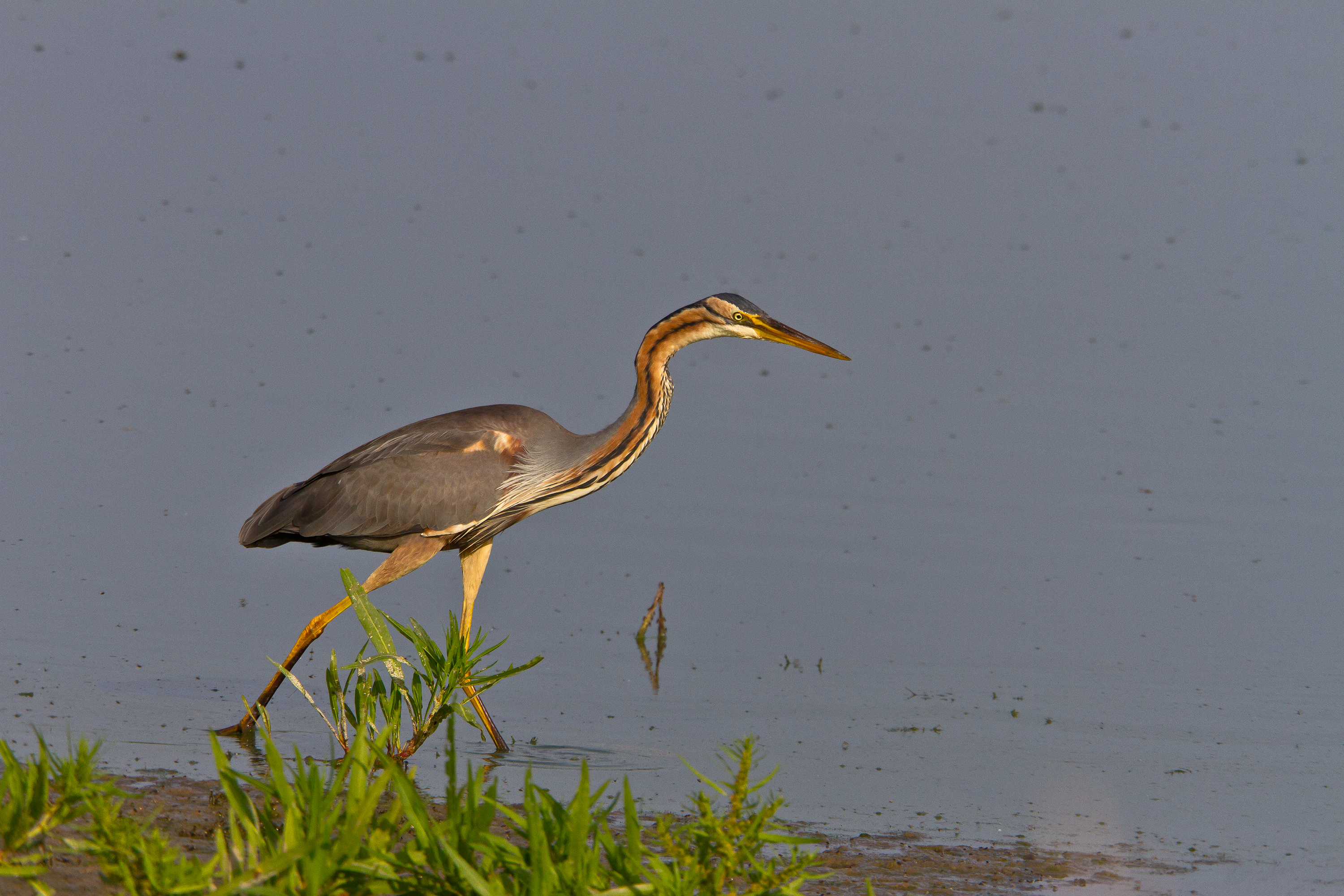
Purpurreiher bei der Jagd

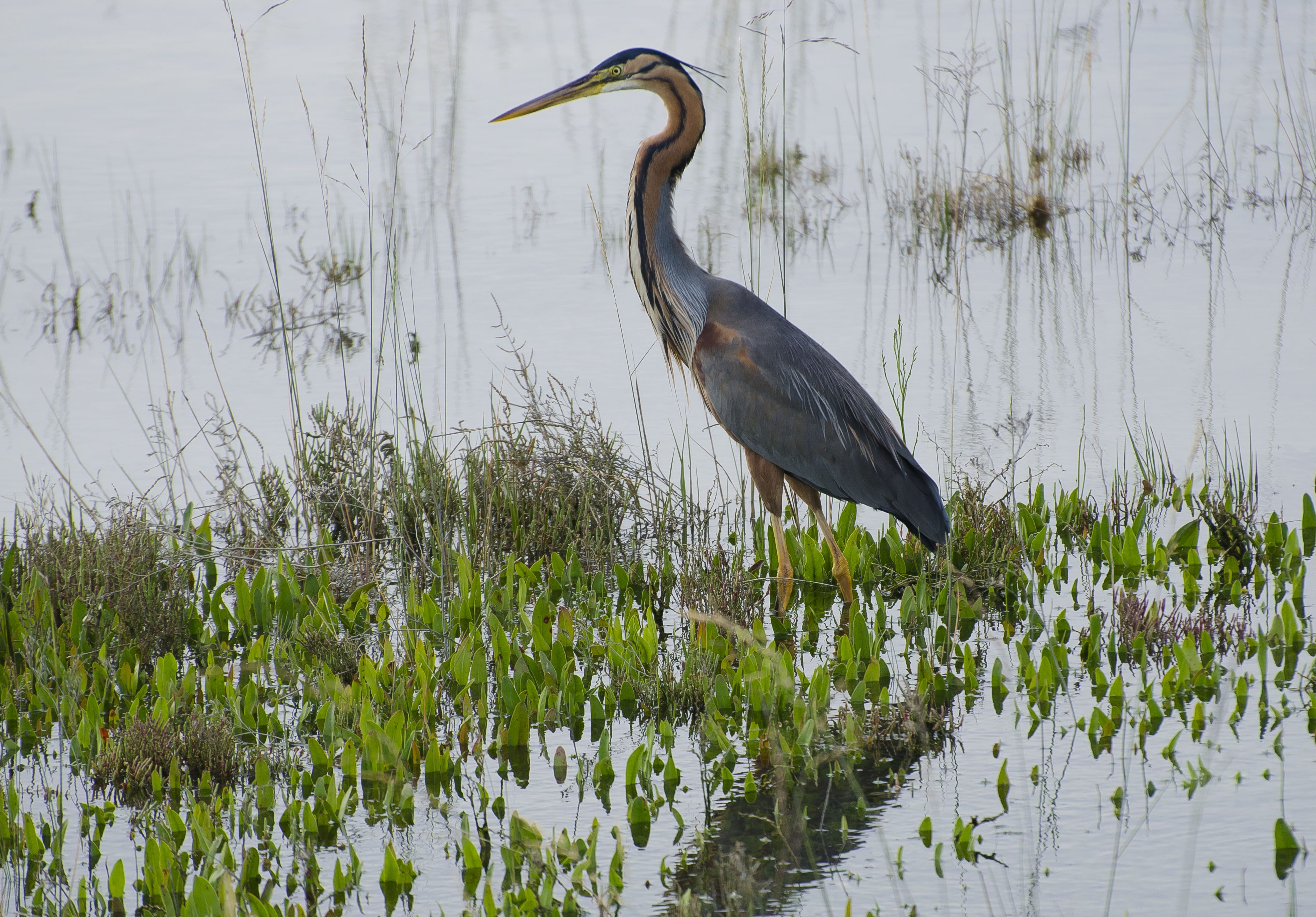
In der Lagune von Venedig

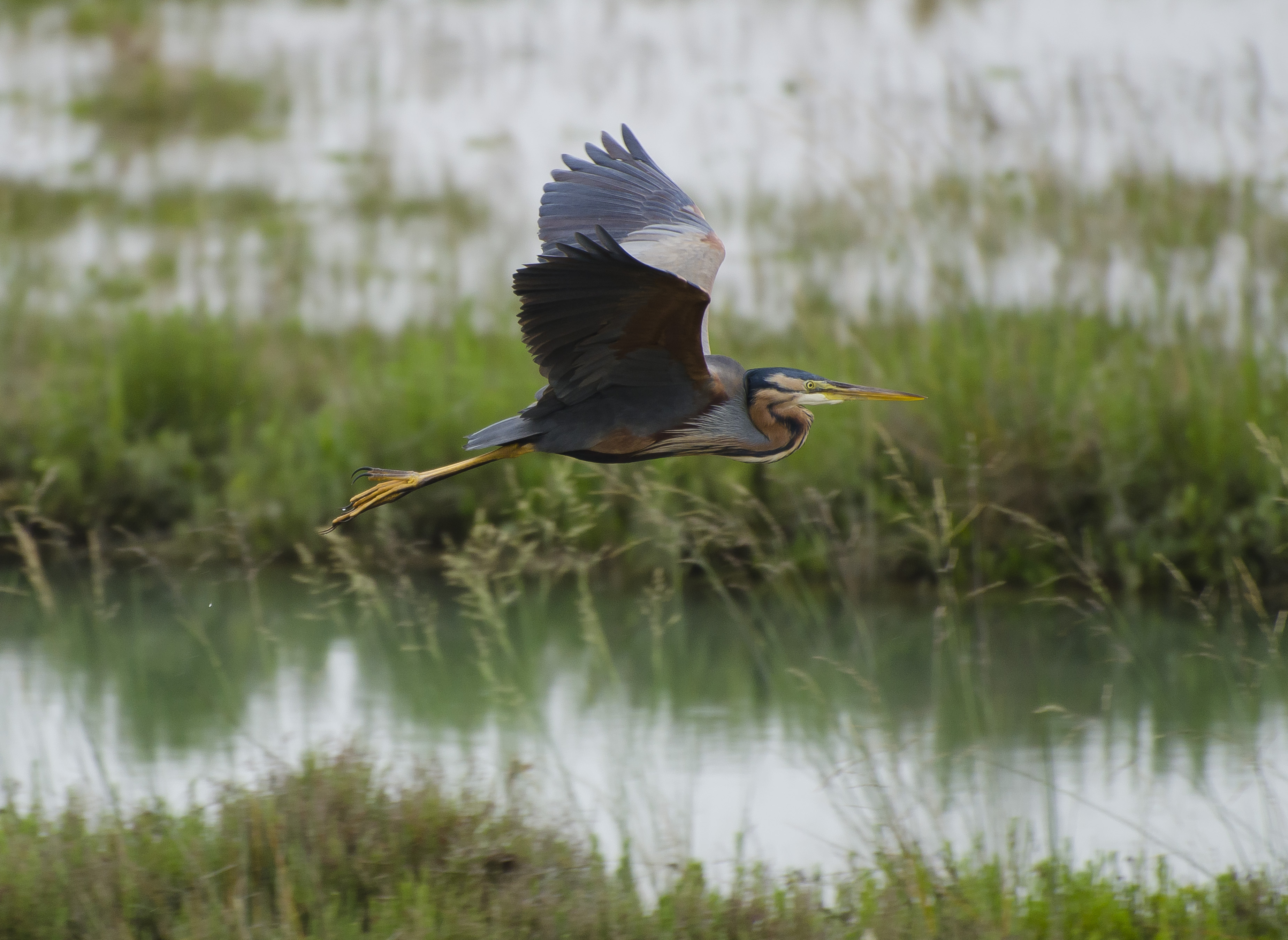
Purpurreiher im Flug

Der Purpurreiher (Ardea purpurea) ist eine Vogelart aus der Familie der Reiher. Zurzeit wird die Art als nicht gefährdet (least concern) auf der IUCN Roten Liste geführt. Habitatsverluste lassen die Zahlen allerdings langsam zurückgehen.

## Merkmale
Der Purpurreiher hat eine Körperlänge von 70 bis 90 Zentimetern (mit gestrecktem Hals) und eine Spannweite von 107 bis 143 Zentimetern. Damit ist er kleiner als der Graureiher, dem er im Flug zwar ähnelt, sich jedoch durch seine Färbung und seine wesentlich längeren, im Flug oft gespreizten Zehen unterscheidet. Weiterhin sind die Beine und der dünnere, weniger dolchartige Schnabel matt gelb, der Schnabelfirst ist dunkel. Die Basis des Oberschnabels ist hell. Der Kopf ist kleiner und geht flacher von der Stirn in den Schnabel über als beim Graureiher. Die Iris ist gelb.
Die Seiten von Kopf und Hals sind rotbraun, auf dem Hals befinden sich deutliche schwarze Längsstreifen. Die Oberseite des Rumpfes ist dunkelgrau, die Flügeldecken haben besonders bei Männchen eine braunviolette Tönung. Im Jugendkleid im ersten Winter ist die gesamte Oberseite, die Flügeldecken, der Hals und der Kopf ockerbraun, die dunklen Längsstreifen auf dem Hals sind undeutlich und die Oberseite wirkt durch dunkle Federzentren gescheckt. Im ersten Sommer ähneln Hals und Oberseite den Altvögeln, jedoch sind die Flügeldecken noch braun gescheckt.
Beim Flug ist der Hals s-förmig gekrümmt. Die Schlagfrequenz ist höher als beim Graureiher.

## Stimme
Der Purpurreiher ist wenig stimmfreudig. Im Flug ruft er rau „krrek“, das kürzer, höher und weniger durchdringend als der Ruf des Graureihers ist. In Kolonien gibt er ähnlich wie der Graureiher krächzende und grunzende Laute von sich.

## Verbreitung und Lebensraum
Das große Verbreitungsgebiet der Art umfasst Nordwest-, Zentral- und Südafrika, Madagaskar, den Süden Europas und daran anschließend das westliche Asien bis in den Westen Pakistans; außerdem Südost- und Ostasien von Indien und Ceylon nach Osten bis zu den Philippinen und nach Norden bis ins südöstlichste Russland. In Europa gibt es regionale Brutpopulationen in den Niederlanden, Spanien, Frankreich, Süddeutschland, Österreich, Italien, auf der Balkanhalbinsel, in Griechenland, Ungarn, Rumänien und Bulgarien und eine flächendeckende Verbreitung von Südpolen bis zum Schwarzen Meer.
Der Purpurreiher brütet in Kolonien in sehr großen Schilfbeständen, teilweise auch in Büschen. Seine Nahrung sucht er ebenfalls hauptsächlich im Schilf. Mit Hilfe seiner langen Zehen kann er Schilfhalme sehr gut umgreifen.
Der Purpurreiher ist ein obligater Zugvogel und überwiegend ein Langstreckenzieher. Der gerichtete Abzug beginnt in Mitteleuropa etwa ab August und ist im Oktober beendet. Einzelne Nachzügler sind jedoch auch noch im Dezember im Brutgebiet zu beobachten. Die Überwinterungsgebiete finden sich in den Steppengebieten von West-, Ost- und Südafrika. Einzelne Purpurreiher überwintern jedoch auch in Süd- und Südosteuropa sowie in Ägypten. Zu den wichtigsten Überwinterungsquartieren zählt die Sahelzone in Westafrika, wo sich Ringvögel aus allen Teilen Europas nachweisen lassen. Sie kommen hier bis in den Bereich der Feuchtsavanne vor und sind insbesondere in Küstennähe zu finden. Die Rückkehr nach Europa beginnt ab März und im Mai haben sie ihre Brutareale wieder erreicht.

## Lebensweise
Die Hauptnahrung des Purpurreiher sind Fische mit einer Länge von zehn bis zwanzig Zentimetern. Daneben spielen Insekten und deren Larven eine Rolle. Amphibien, Reptilien, Kleinsäuger, Vögel, Crustaceen und Mollusken spielen in der Ernährung eine etwas untergeordnete Rolle. Der tägliche Nahrungsbedarf beträgt etwa 200 Gramm. Auf Nahrungssuche ist der Purpurreiher vor allem abends und morgens zu beobachten. Er lebt grundsätzlich versteckter als der Graureiher, selbst seine Brutplätze sind häufig nur sehr schwer auszumachen.

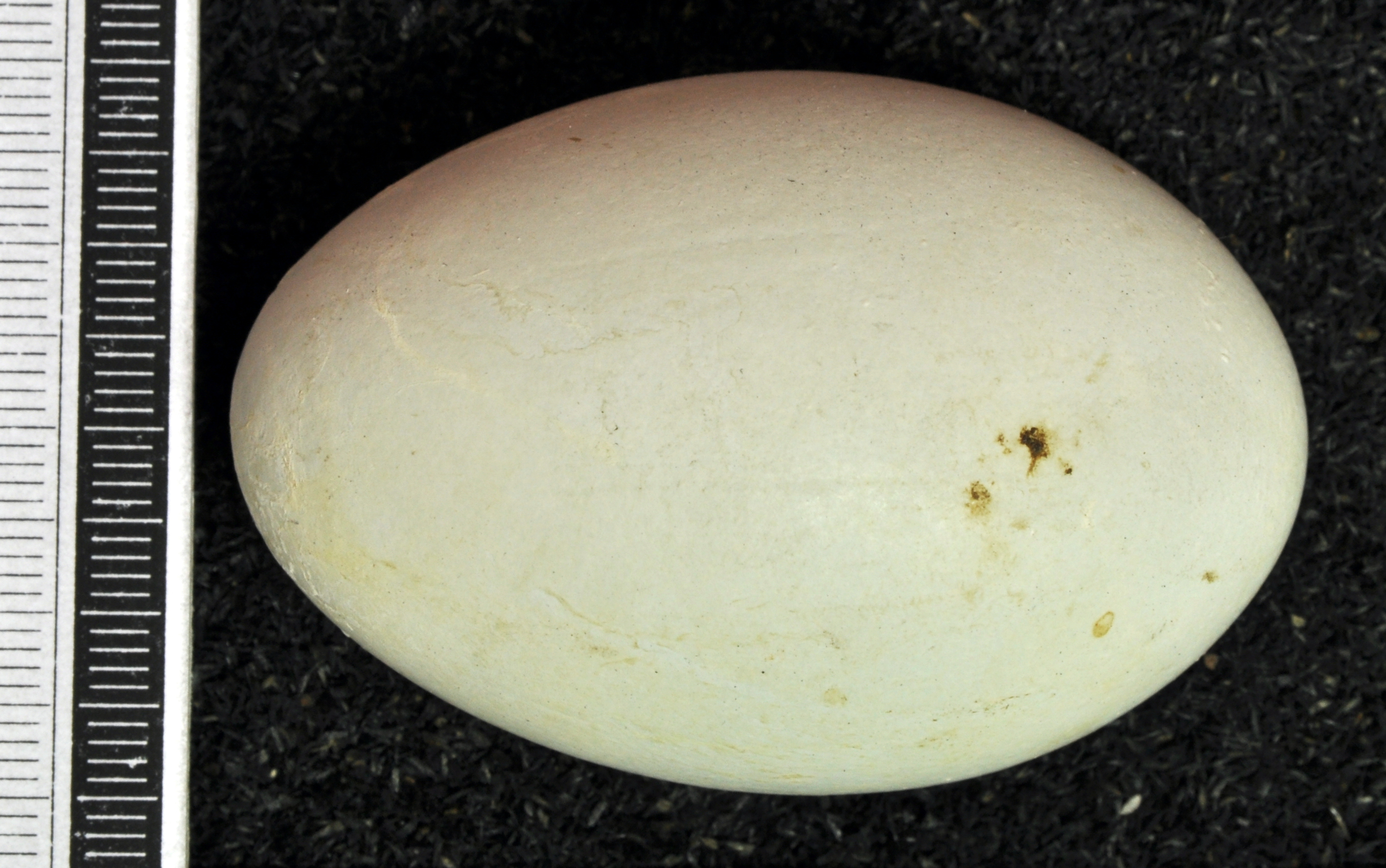
Ei (Sammlung Museum Wiesbaden)

Das Sexualverhalten weist große Ähnlichkeiten mit dem des Graureihers auf. Purpurreiher erreichen ihre Geschlechtsreife meist schon im ersten Lebensjahr. Sie gehen eine monogame Saisonehe ein. Das Nest wird gewöhnlich 0,8 bis 2,3 Meter über festem Grund und 0,5 bis 1,6 Meter über einer Wasseroberfläche errichtet. Purpurreiher brüten in Kolonien, jedoch liegen die Nester meist 5 bis 20 Meter auseinander. Beide Elternvögel sind am Nestbau beteiligt. Der Legebeginn ist in Mitteleuropa ab Ende April und kann sich bis Anfang Juli hinziehen. Das Gelege besteht gewöhnlich aus vier bis fünf Eiern. Diese sind langoval, blaugrün und ohne Glanz. Die Brutdauer beträgt 26 Tage und beide Elternvögel brüten. Die Nestlinge werden für mindestens zehn Tage gehudert. Mit 15 bis 20 Lebenstagen klettern die Jungvögel bereits in der Nähe des Nestes im Schilfs. Nach weiteren zehn Tagen sind sie selbständig.

## Bestand und Bestandsentwicklung

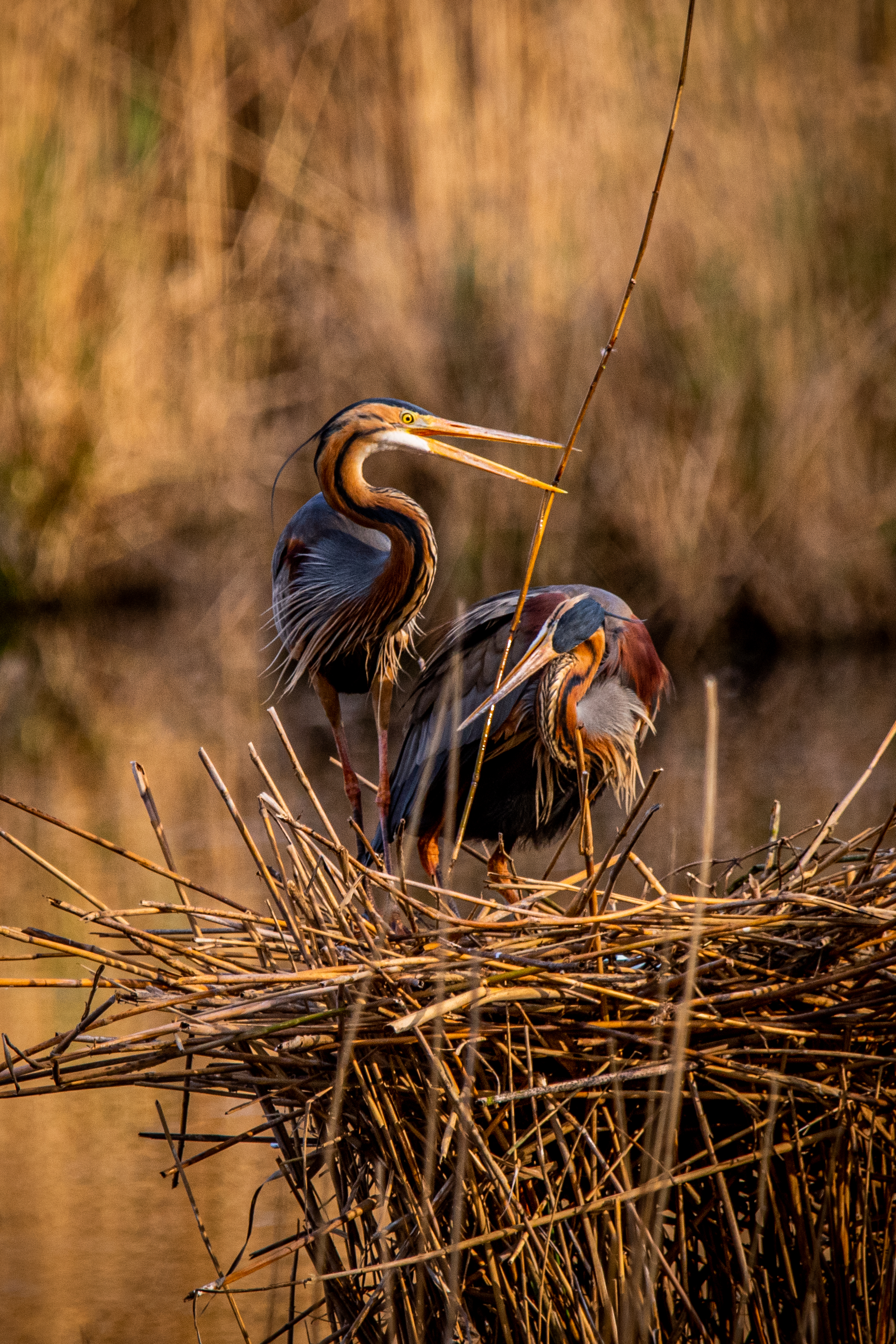
Purpurreiher beim Nestbau

Der Purpurreiher zählt zu den Vogelarten, die generell eine starke Bestandsschwankung zeigen. Dabei spielt möglicherweise die Niederschlagsmenge in Westafrika eine große Rolle. So gibt es beispielsweise eine positive Korrelation der niederländischen Brutpopulation und den Niederschlagsmengen in der Sahelzone. Sind dort Flüsse und Seen ausgetrocknet ziehen die Purpurreiher weiter nach Süden, was zu einer höheren Mortalität führt. Eine dürrebedingte Nahrungsverknappung in den Überwinterungsgebieten macht es offenbar für diese Reiherart nicht möglich, ausreichend Depotfett zu bilden, um den langen Rückzug zu überstehen. Zu den wesentlichen Ursachen der Bestandsrückgänge im europäischen Brutgebiet zählen Störungen am Brutplatz etwa durch Freizeitnutzung, Abschuss nach Verwechselung mit dem Graureiher, Absenken der Wasserspiegel und dadurch eine fehlende Überflutung der Überschwemmungsgebiete, Zerstörung von Schilfgebieten sowie eine Eutrophierung der Gewässer mit einer resultierenden Wassertrübung durch Algenblüten.
Der Bestand in Europa beträgt insgesamt zwischen 29.000 und 42.000 Brutpaare. Die Verbreitungsschwerpunkte liegen in Russland (10.000 bis 15.000 Brutpaare), in der Ukraine (6.700 bis 11.900 Brutpaare), in Frankreich und Spanien, die jeweils 2.000 Brutpaare aufweisen. In Mitteleuropa brüten zwischen 1.500 und 2.300 Brutpaare, wobei Ungarn mit 900 bis 1.500 Brutpaare das mitteleuropäische Land mit dem größten Brutpaarbestand ist.
Der Purpurreiher gilt als eine der Arten, die vom Klimawandel besonders betroffen sein wird. Ein Forschungsteam, das im Auftrag der britischen Umweltbehörde und der Royal Society for the Protection of Birds die zukünftige Verbreitungsentwicklung von europäischen Brutvögeln auf Basis von Klimamodellen untersuchte, geht davon aus, dass sich bis zum Ende des 21. Jahrhunderts das Verbreitungsgebiet des Purpurreihers deutlich verändern wird. Nach dieser Prognose bieten der Süden der Iberischen Halbinsel, Griechenland sowie Teile von Rumänien und Bulgarien dieser Art keine geeignete Überlebensmöglichkeiten mehr. Etwa drei Viertel des heutigen Verbreitungsareals werden nach dieser Prognose dann nicht mehr vom Purpurreiher besiedelt sein. Das Verbreitungsgebiet wird sich jedoch weiter nach Norden ausdehnen und sowohl den Süden Englands, Dänemark und die an die Südküste der Ostsee angrenzenden Länder umfassen.

## Unterarten
Es sind vier Unterarten bekannt:
- Ardea purpurea purpurea Linnaeus, 1766[8] – Die Nominatform kommt im südlichen und zentralen Europa über Zentralasien und den Mittleren Osten und in Afrika südlich der Sahara vor.
- Ardea purpurea bournei Naurois, 1966[9] – Diese Unterart kommt auf den Kap Verden vor.
- Ardea purpurea madagascariensis van Oort, 1910[10] – Diese Unterart ist auf Madagaskar verbreitet.
- Ardea purpurea manilensis Meyen, 1834[11] – Diese Subspezies kommt im südlichen und östlichen Teil Asiens über die Philippinen und Indonesien vor.

## Trivia
Der Asteroid des äußeren Hauptgürtels (8585) Purpurea ist nach dem Purpurreiher benannt (wissenschaftlicher Name: Ardea purpurea). Zum Zeitpunkt der Benennung des Asteroiden am 2. Februar 1999 befand sich der Purpurreiher auf der niederländischen Roten Liste gefährdeter Arten.